# フランコ・ラゼッティ
フランコ・ディーノ・ラゼッティ（Franco Dino Rasetti、1901年8月10日 - 2001年12月5日）は、イタリア出身で、後にアメリカ合衆国に帰化した物理学者、古生物学者、植物学者である。エンリコ・フェルミと共に核分裂の鍵となるプロセスを発見した。その信条からマンハッタン計画への参加を拒否した。

## 生涯
ラゼッティは、イタリアのペルージャ県カスティリオーネ・デル・ラーゴで生まれた。
1923年にピサ大学で物理学の学位（ラウレア）を取得した後、フェルミに誘われてローマ大学の研究グループに参加した。
1928年から1929年にかけてカリフォルニア工科大学に滞在し、ここでラマン効果の実験を行った。1929年には二窒素(N2)のスペクトルを測定し、原子核は陽子と電子で構成されるという当時信じられていた説が誤りであることを、初めて実験的に証明した。
1930年には、当時まだパニスペルナ通りにあったローマ大学物理学研究所の分光学の教授に任命された。同僚には、オスカー・ディアゴスティーノ、エミリオ・セグレ、エドアルド・アマルディ、エットーレ・マヨラナ、エンリコ・フェルミ、そして研究所所長のオルソ・コルビーノがいた。ラゼッティは1938年までこのポストに就いていた。
ラゼッティは、フェルミが中性子や中性子による放射能の研究をしていたときの主要な協力者の一人である。1934年には、フッ素とアルミニウムの人工放射能の発見に参加し、原子爆弾の開発に重要な役割を果たした。
1939年、ファシズムの進行とイタリアの政治状況の悪化により、同僚のフェルミ、セグレ、ブルーノ・ポンテコルボに倣ってイタリアを離れることにした。フェルミとともに核分裂の鍵を発見したラゼッティだが、他の同僚とは異なり、信条的な理由からマンハッタン計画への参加を拒否した。1939年から1947年まで、カナダ・ケベックシティのラヴァル大学で教鞭をとり、物理学科を創設して学科長を務めた。1947年にアメリカに移り、1952年に帰化した。1967年までジョンズ・ホプキンス大学で物理学の講座を持っていた。
1950年代以降は、子供の頃から興味を持っていた物理学以外の自然科学の分野の研究に徐々にシフトしていった。地質学、古生物学、昆虫学、植物学などに力を注ぎ、カンブリア紀の地質学的な時代について最も権威ある研究者の一人となった。
2001年、ベルギーのワレムで100歳で亡くなった。『ネイチャー』誌の追悼記事では、ラゼッティは最も多作なジェネラリストの一人であり、その仕事や文章は優雅さ、シンプルさ、美しさで注目されていると記されている。

## ラマン分光法と原子核模型
有機液体によるラマン効果が発見された後、ラゼッティは1928から29年にかけてカリフォルニア工科大学に滞在している間に、高圧下の気体における同現象を研究することにした。そのスペクトルは、回転微細構造を持つ振動遷移を示していた。ラゼッティは、H2、N2、O2のような同核の二原子分子では、強い線と弱い線が交互に現れることを発見した。この交代現象は、ゲルハルト・ヘルツベルクとヴァルター・ハイトラーによって、核スピンの異性化の結果として説明された。
二水素(H2)の場合、各原子の原子核はスピンが1/2の陽子であるため、量子力学とパウリの排他原理を用いて、奇数の回転準位が偶数の準位よりも多く存在することが示される。そのため、ラゼッティが観測したように、奇数の準位から発生する遷移はより強いものとなる。一方、ラゼッティは、二窒素(N2)では偶数準位から発生する線がより強いことを観測した。このことは、同様の解析により、窒素の核のスピンが整数であることを示唆している。
しかし、当時はまだ中性子が発見されておらず、14Nの原子核には陽子14個、電子7個の奇数個（21個）の粒子が含まれており、スピンは半整数に相当すると考えられていたため、この結果は理解しがたいものだった。ラゼッティが観測したラマンスペクトルは、この陽子-電子モデルが不適切であることを示す最初の実験的証拠となった。それは、半整数のスピンが予測されると、ヘルツベルクとハイトラーが二水素について示したように、核スピンの異性化により、奇数の回転準位からの遷移が偶数の準位からの遷移よりも強くなるからである。
1932年に中性子が発見された後、ヴェルナー・ハイゼンベルクは、原子核には陽子と中性子があり、14Nの原子核には陽子7個と中性子7個が含まれていると提唱した。粒子の総数が偶数個（14個）であることは、ラゼッティのスペクトルと一致する積分スピンに対応する。
また、ラゼッティは、一酸化窒素の電子ラマン散乱の最初の例を挙げているxまた、ラセッティは一酸化窒素の電子ラマン散乱の最初の例を挙げている。

## 賞
- 1931年 - イタリア科学アカデミー マテウチ・メダル
- 1952年 - 米国科学アカデミー チャールズ・ドゥーリトル・ウォルコット・メダル（カンブリア古生物学への貢献に対して）[11]。